# The Gift (álbum de The Jam)
The Gift es el sexto y último álbum de estudio de la banda inglesa The Jam. Producido por Peter Wilson, grabado entre octubre de 1981 y febrero de 1982, y finalmente lanzado en marzo de 1982 por el sello Polydor Records.

## Listado de canciones
1. "Happy Together" (2:51)
2. "Ghosts" (2:11)
3. "Precious" (4:13)
4. "Just Who Is the 5 O'Clock Hero?" (2:15)
5. "Trans-Global Express" (3:59)
6. "Running On The Spot" (3:06)
7. "Circus" (2:11)
8. "The Planner's Dream Goes Wrong" (2:19)
9. "Carnation" (3:28)
10. "Town Called Malice" (2:55)
11. "The Gift" (3:08)
- Datos: Q2262416